# Torup Kirke

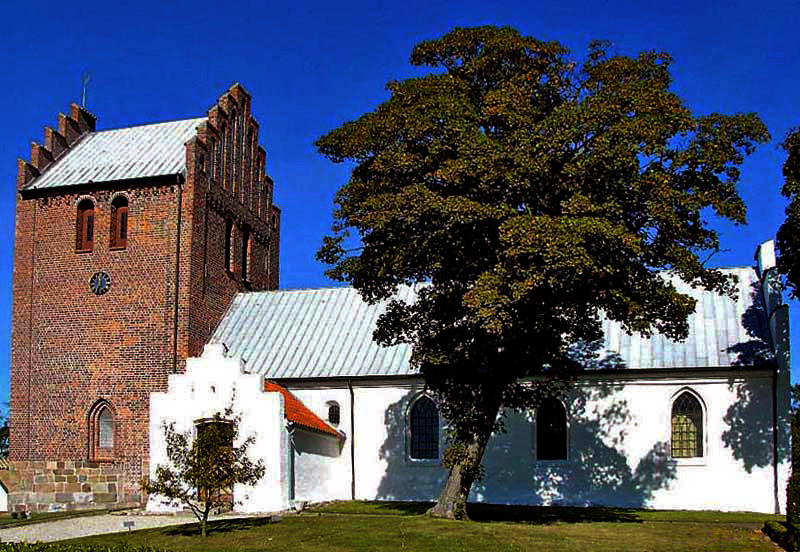
Kirche von Süden

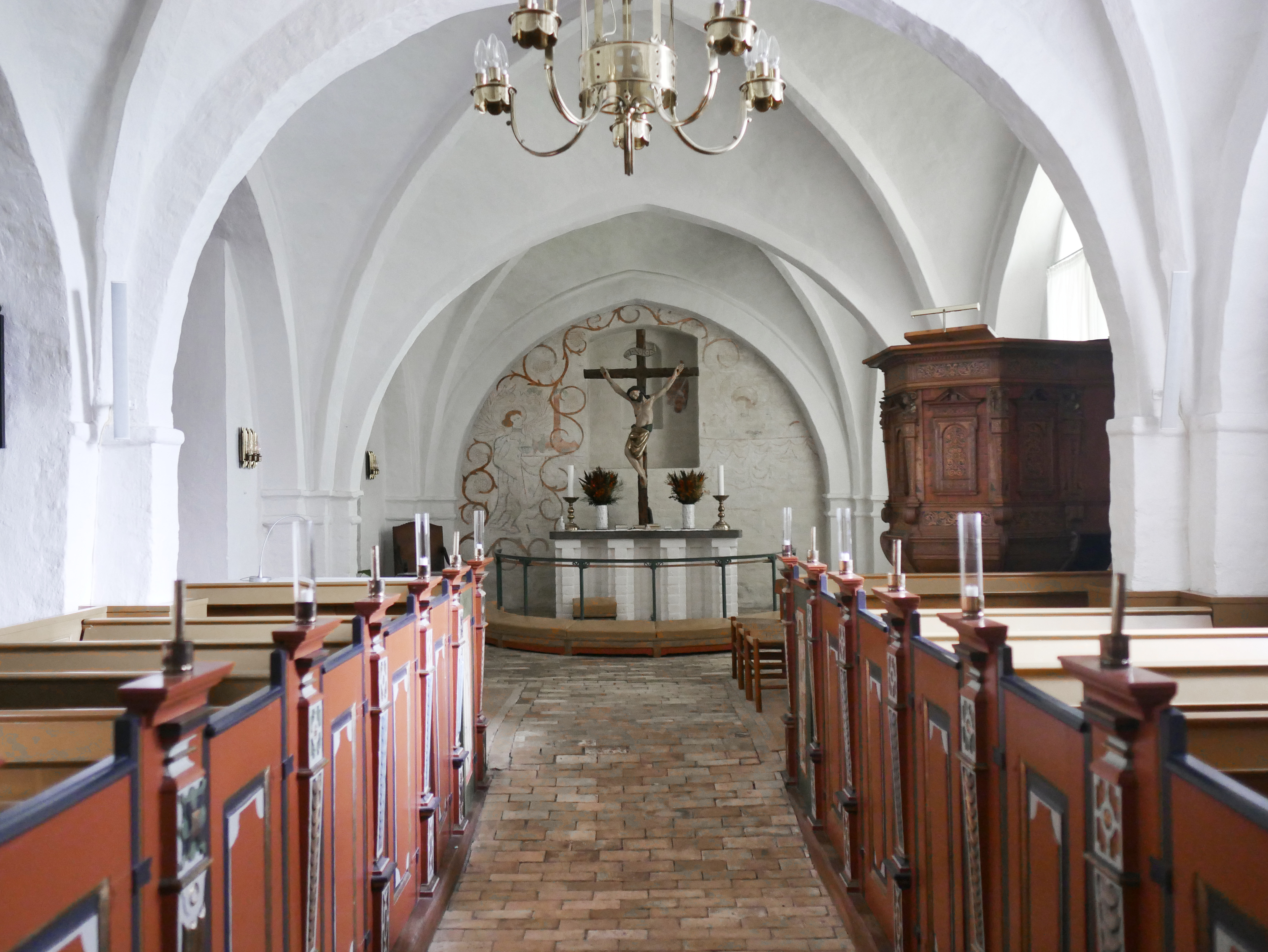
Kirchenschiff

Die Kirche von Torup ist eine evangelisch-lutherische Kirche in Torup im Kirchspiel Torup Sogn in der Halsnæs Kommune in Dänemark.

## Standort
Das Dorf Torup liegt im äußersten Westen der Halbinsel Halsnæs im Norden von Seeland. Die Kirche befindet sich zwischen Ortskern und Bahnlinie, etwa in der Mitte zwischen Frederiksværk und Hundested.

## Geschichte
Bei Ausgrabungsarbeiten auf dem Torup-Friedhof wurden die Überreste eines kolossalen, runden Steinbaus entdeckt, in dem sich deutliche Spuren von Asche befanden – eine Tatsache, die unter Forschern die Ansicht unterstützt, dass der Name Torup mit dem Namen Thor zusammenhängt. Andere wiederum glauben, dass der Name von Towes-Thorp abgeleitet ist (auf einigen alten Karten ist Toverup zu lesen). In diesem Sinne deutet die Datenbank Danmarks Stednavne der Universität Kopenhagen den Ortsnamen als Zusammensetzung aus dem Männernamen Toui oder dem Frauennamen Toua und der Ortsnamen-Endung -torp. Wohl im 12. Jahrhundert wurde die heutige Kirche auf dem alten Opferplatz erbaut. Im Waldemar-Erdbuch von 1231 ist die zur Strø Herred gehörende Kirche jedoch noch nicht erwähnt.
Die Kirche unterstand dem Patrozinium der heiligen Margareta von Antiochia, einer der beliebtesten weiblichen Heiligen des Mittelalters. Die norwegische Königstochter und schwedische Herzogin Ingebjørg Håkonsdatter, die auch Anspruch auf Gebiete in Dänemark erhob, schenkte den Zehnt der Kirche 1336 den Dominikanerinnen im St.-Agneten-Kloster in Roskilde. Ansonsten unterstand sie dem Bistum Roskilde.
Das St.-Agneten-Kloster wurde schon vor der Reformation von den Nonnen verlassen. König Hans vergab den Klosterbesitz bereits 1502 als Lehen an Mogens Gøye. 1529 übernahm Birger Trolle (1501–1571) das Lehen von dem ersten Ehemann seiner Frau Pernille Gøye. Damit gehörte auch die Kirche von Torup in den Besitz der Familie Trolle. Aus dieser Zeit stammt eine an der Ostwand aufgestellte Grabplatte, der Birger Trolles am 18. September 1534 verstorbene Mutter Kirstine Herlufsdatter Skave zusammen mit ihrem jüngsten Sohn Niels Trolle (1520–1565) zeigt. Kirstine Skave war die Ehefrau des Jakob Trolle (1475–1546) gewesen. Zu ihren Kindern gehörten außer Niels und Birger Trolle Herluf Trolle und Øllegaard Trolle, die Christoffer Huitfeldt heiratete. Niels Trolle, der einzige ihrer Söhne, der Nachkommen hatte, hatte 1562 die Gebietsherrschaft mit König Frederik II. getauscht, der ihm das Gut Bråde (später Holsteinborg) übertrug. Halsnæs kam unter die Krone. Niels Trolle fiel im Dreikronenkrieg als Kapitän eines dänischen Schiffs in der Seeschlacht vor Bornholm am 7. Juli 1565.

## Bau
Von der im 12. Jahrhundert erbauten romanischen Kirche hat sich nur ein Teil der Südmauer um die Vorhalle erhalten. Der zuvor kleine, eingezogene Chor wurde um 1400 durch einen sogenannten Langhauschor ersetzt, der sich in Breite und Höhe nicht vom Langhaus unterscheidet, so dass die Kirche wie eine Saalkirche wirkt. Die gerade Ostwand hat einen gotischen Stufengiebel.  Langhaus und Chor sind mit einem tiefen Gewölbe versehen. An der nördlichen Chorwand ist die Sakristei mit Stufengiebel angebaut. Das Waffenhaus vor dem südlichen Eingangsportal wurde 1691 neu aufgeführt. Mitte des 18. Jahrhunderts wurde der Kirchenraum, der für die Gemeinde zu klein geworden war, durch einen schlichten nördlichen Anbau vergrößert. Das Nordportal und das Waffenhaus davor wurden dafür abgerissen. Der Seitenanbau wurde später durch eine Glaswand vom Kirchenschiff abgetrennt und dient als Gemeinderaum.
Der untere, aus Quadersteinen gemauerte Teil des ursprünglich nicht direkt mit der Kirche verbundenen Turmes stammt aus der Zeit um 1200. An der Südseite befindet sich ein zugemauerter Eingang. Mitte des 17. Jahrhunderts wurde der Turm aus Backstein neu aufgemauert. Dabei wurde die mit einem Kreuzgewölbe überwölbter Turmhalle zum Langhaus geöffnet. Sie diente zeitweise als Taufkapelle. Die Treppe im Inneren wurde durch einen Treppenturm außen an der Nordseite ersetzt. Nach einem Brand wurde der Turm 1839 teilweise wiederaufgebaut. Die Glocken stammen aus den Jahren 1747 und 1866.

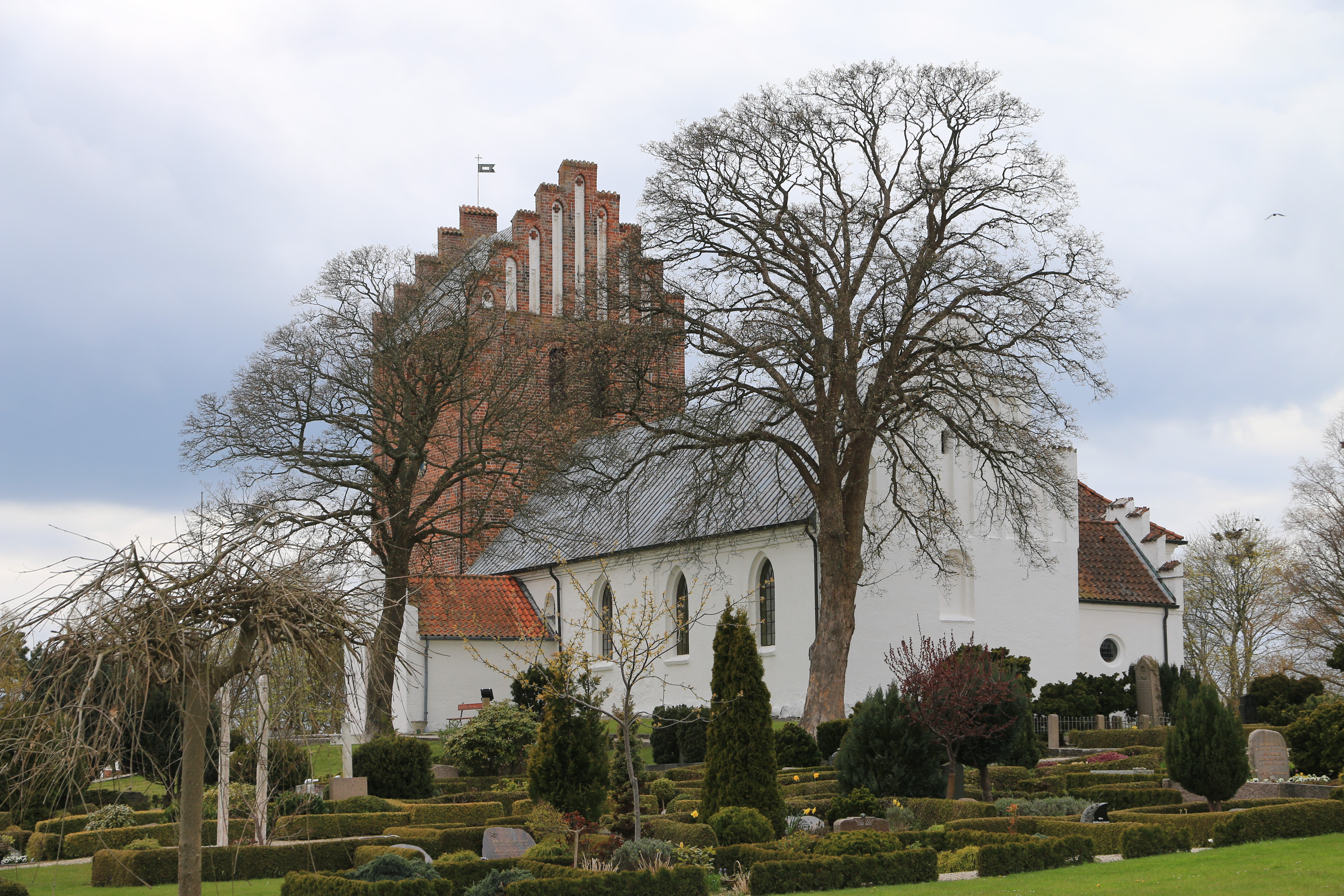
Kirche von Südosten
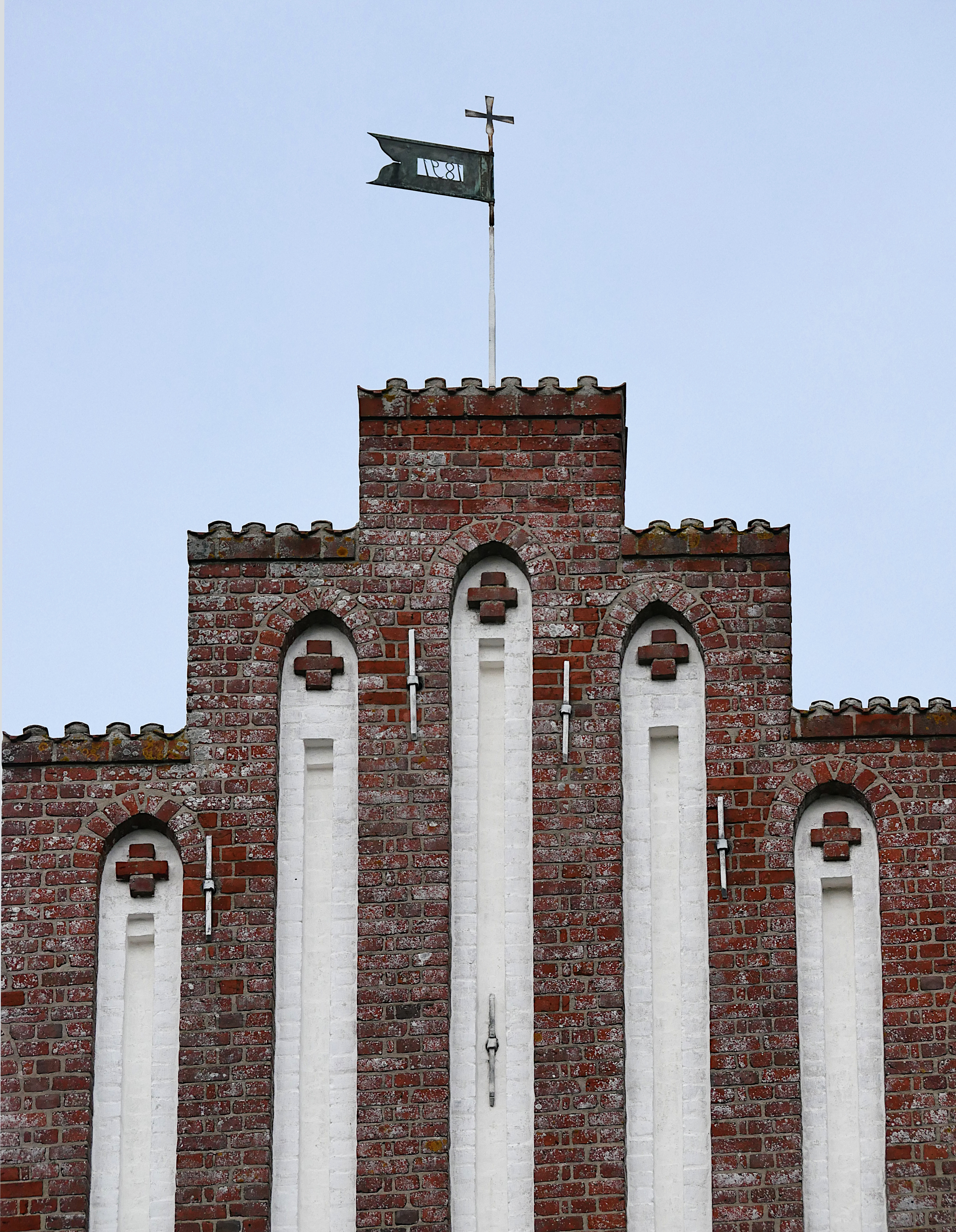
Treppengiebel des Turms
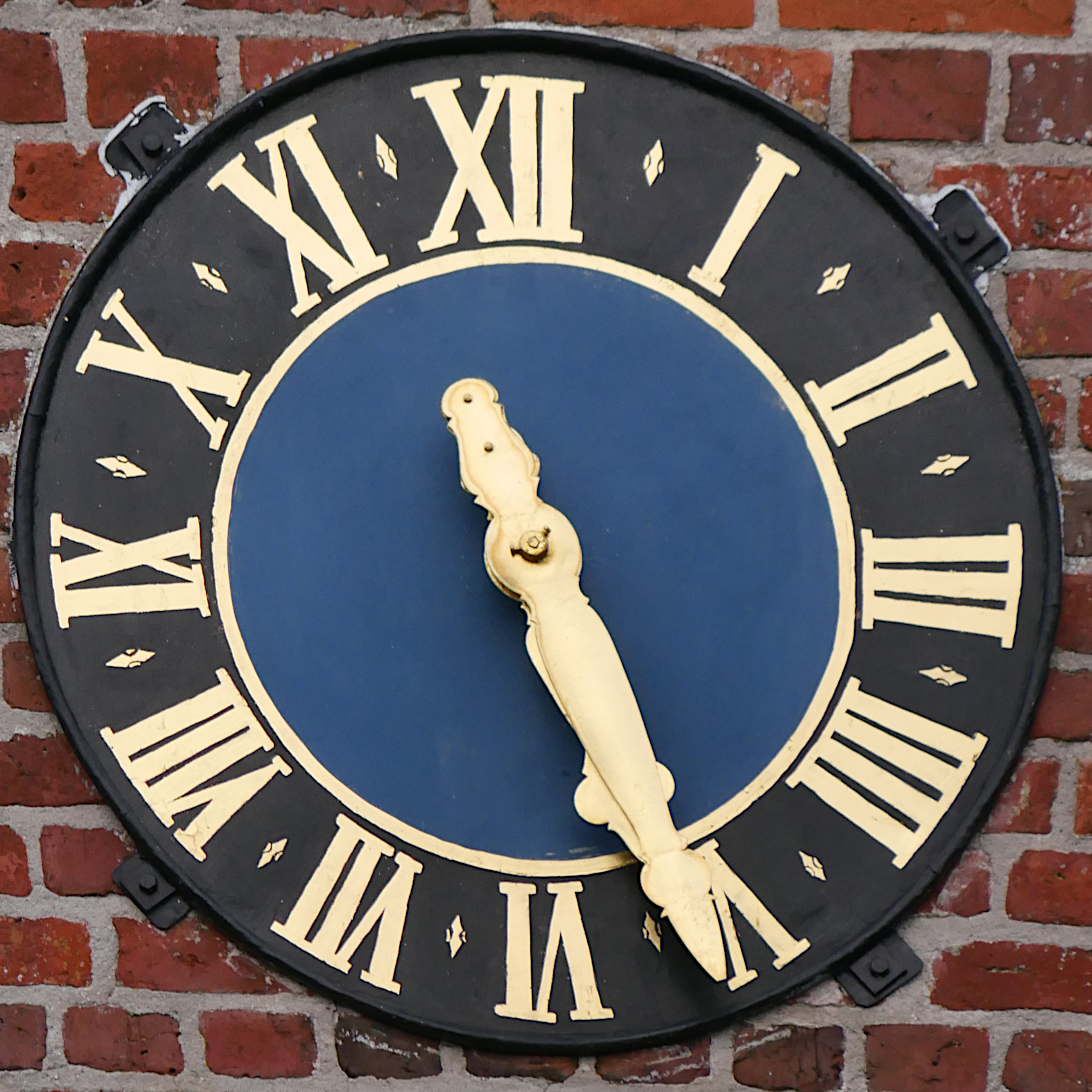
Kirchturmuhr
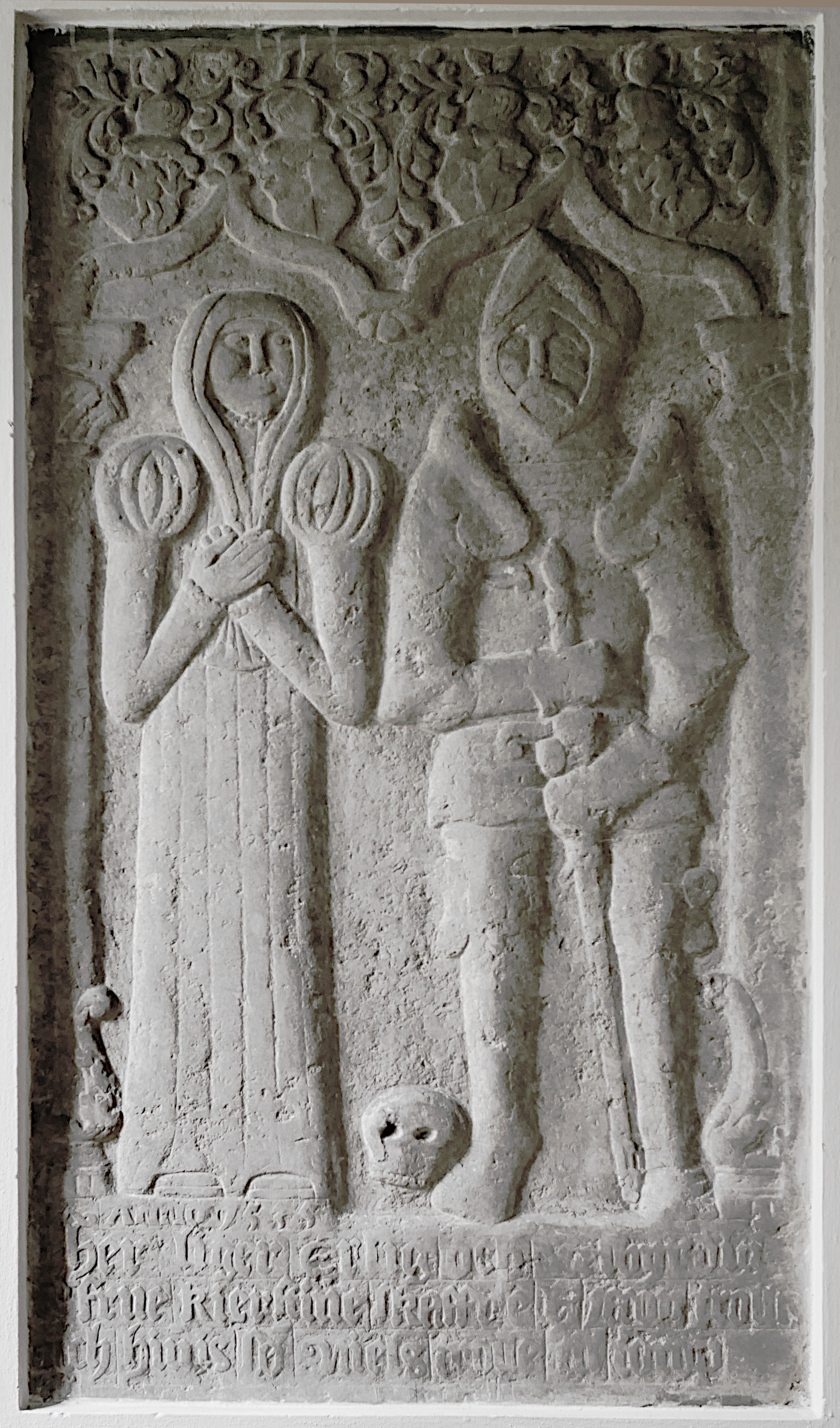
Grabplatte

Die Kirche wurde in den 1950er Jahren, 1971–72 und zuletzt 1987–88 restauriert, als das gesamte Dach erneuert und die Decke des Kirchenschiffs in ihr ursprüngliches Aussehen zurückversetzt wurde. Außerdem wurden rund 6000 Steine und eine große Anzahl von Mauerankern im Turm ersetzt.

## Fresken
Von der Ausmalung haben sich nur wenige Reste erhalten, die 1889 entdeckt und im neoromanischen Stil ergänzt wurden. Links und rechts eines romanischen Fensters befinden sich gut erhaltene romanische Fresken aus der Zeit um 1250 mit der Darstellung des Heiligen Olafs und seiner Gefährten. Rechts davon befindet sich die Darstellung der Vertreibung aus dem Paradies mit einem Engel und Adam und Eva.

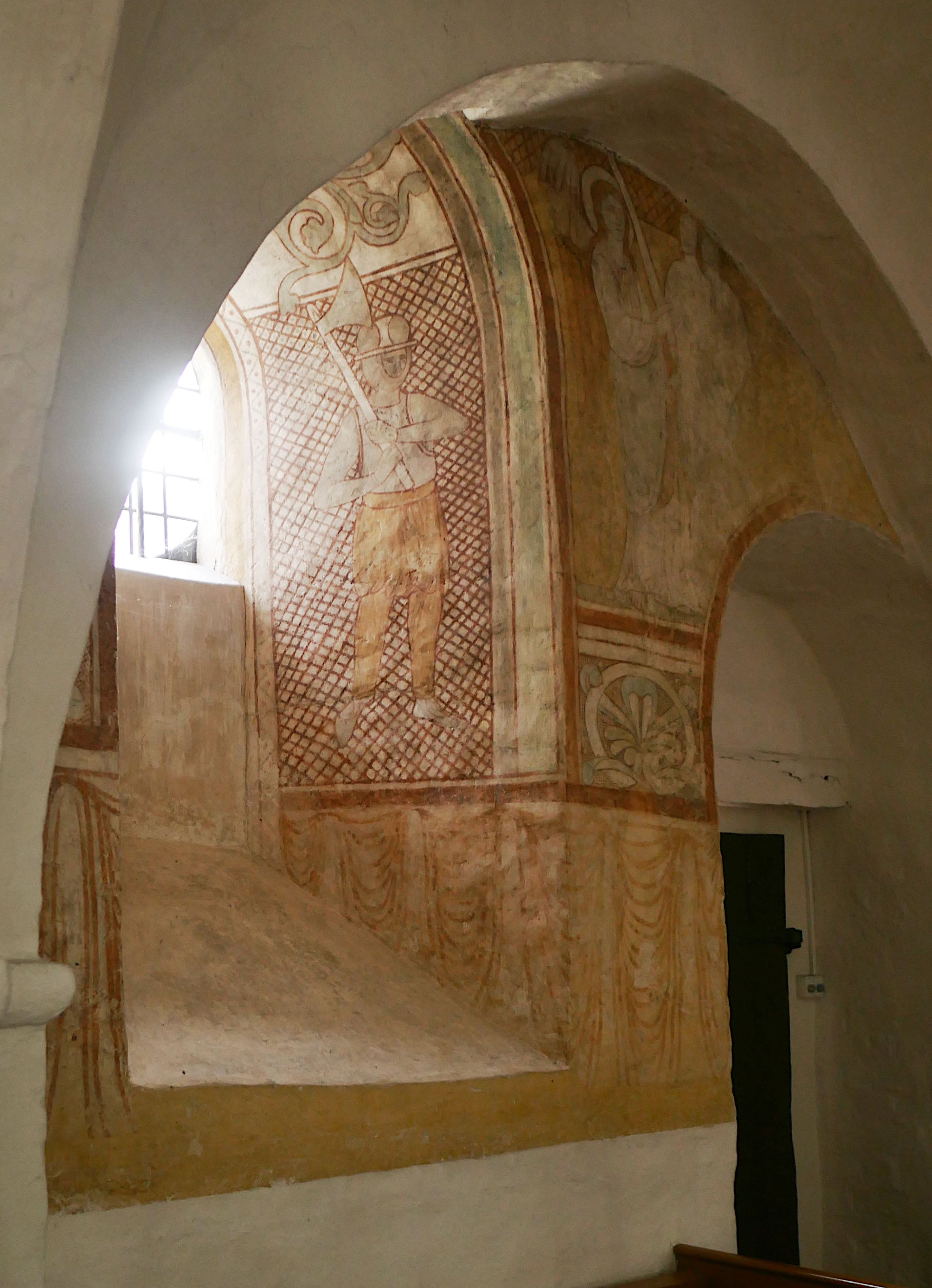
Krieger in Fensterlaibung
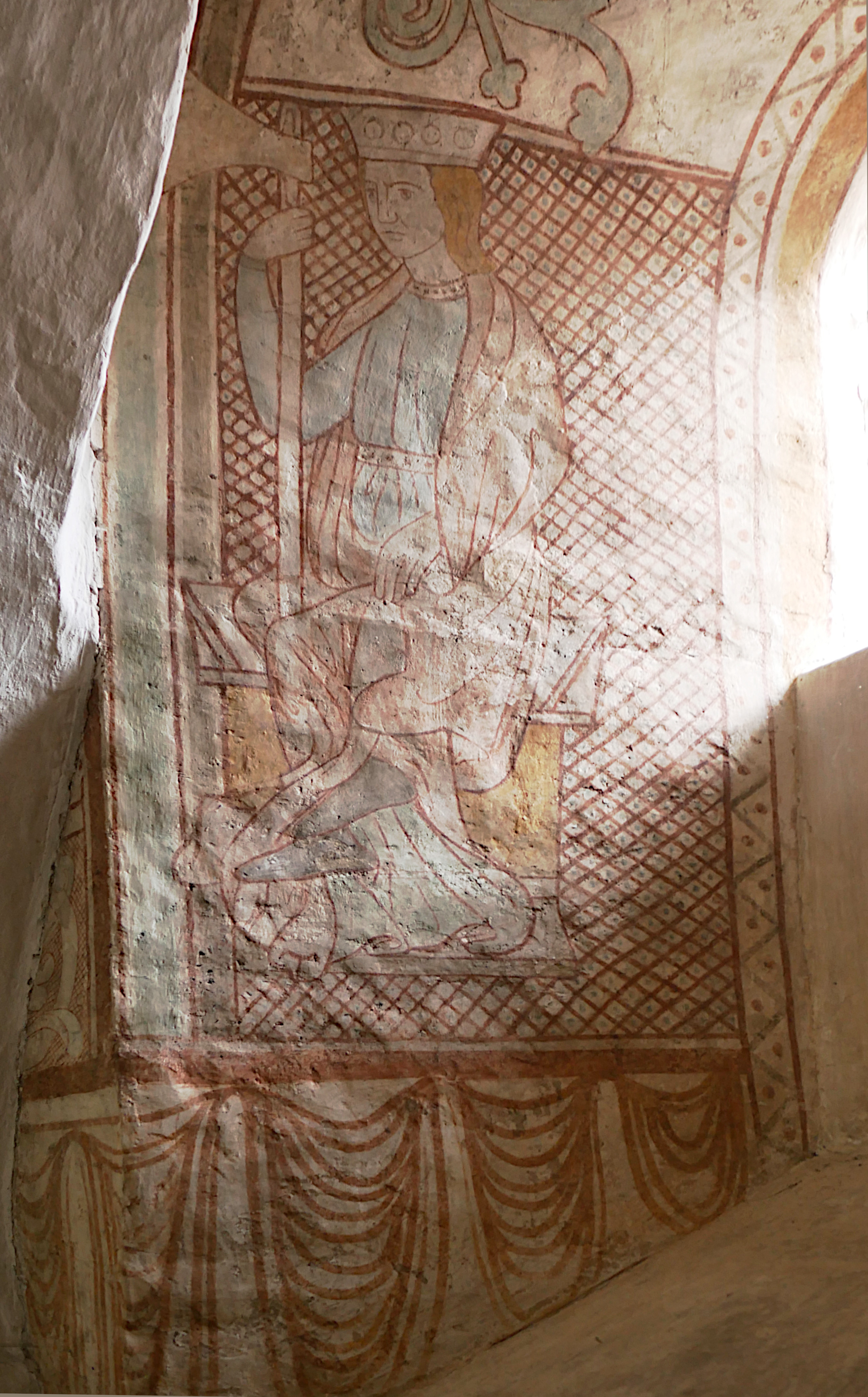
Heiliger Olaf
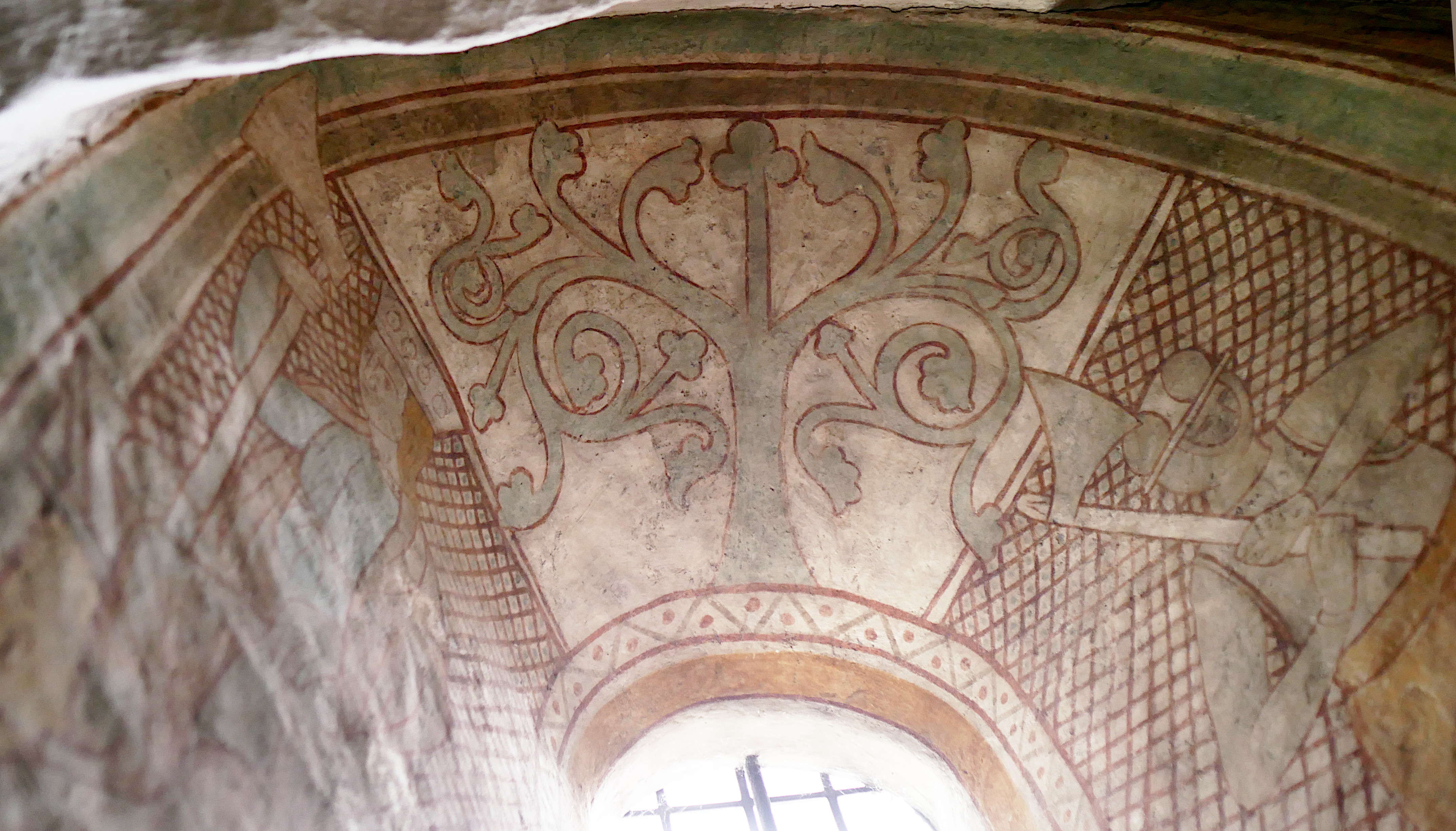
Fensterwölbung
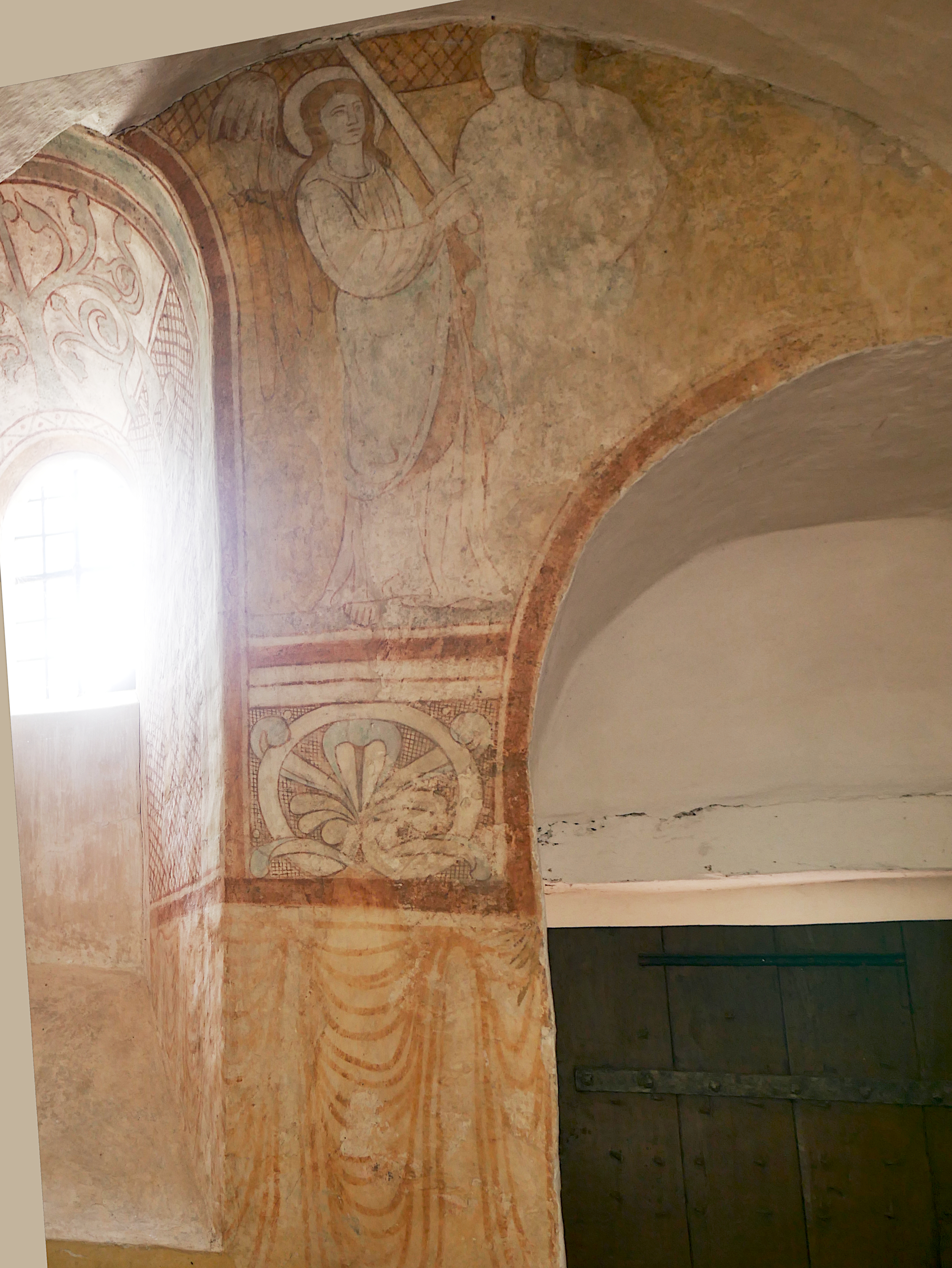
Vertreibung aus dem Paradies

Weitere fragmentarisch erhaltene Kalkmalereien befinden sich an der Ostwand im Chor: Eine Engelfigur aus dem 15. Jahrhundert wurde etwas später durch Ranken mit Trauben gerahmt bzw. übermalt. Auch an anderen Teilen der Kirche wurden Fragmente aus verschiedenen Epochen aufgefunden, aber größtenteils wieder übermalt.

## Ausstattung
Das älteste Objekt in der Kirche ist das schlichte romanische Taufbecken aus Granit vom Roskilde-Typ.
Ebenfalls aus der vorreformatorischen Zeit erhalten ist in der Kirche eine von einem verschollenen Seitenaltar stammende Madonna mit Kind und das heutige Altarkreuz, das früher im Triumphbogen hing. Das Kruzifix ist vom gleichen Typ wie das 1318 datierte Kruzifix aus der Kirche des ehemaligen Dominikanerinnenklosters St. Kathrinen in Ribe. Die Gesichtszüge sind deutlich jüdisch. Bei der Restaurierung wurde ein Zettel mit dem Namen des Künstlers und dem Jahr seiner Entstehung – 1320 – gefunden. Die Marienfigur von etwa 1500 ist wahrscheinlich eine Kopie einer Figur aus der zweiten Hälfte des 13. Jahrhunderts.
Das ehemalige Altarbild, heute an der Nordwand des Kirchenschiffs, ist ein Gemälde mit der Darstellung Christus segnet die Kinder, signiert. C[onstantin] H[ansen] 1841, in einem zeitgenössischen neugotischen, vergoldeten Rahmen. Es bildete ursprünglich den Altaraufsatz. Das Gemälde befindet sich jetzt neben dem alten Taufbecken. Das kleine Bild daneben ist eine Skizze des Kindes auf dem Arm.
Die Kanzel stammt aus dem Jahr 1620, die Kirchenbänke aus den Jahren 1627–28 und das Lesepult, das jetzt an der Stirnseite des Turmzimmers steht, aus dem Jahr 1560. Die Türen an den vorderen Kirchenbänken auf beiden Seiten wurden von mehreren Farbschichten befreit und in ihrem ursprünglichen Aussehen wiederhergestellt. Die Eingangstür stammt aus dem Mittelalter und der Geldblock aus dem Jahr 1629.
Das Schiffmodell der Fregatte „NEPTUN“ wurde laut Kirchenbüchern Anfang des 19. Jahrhunderts von einem der Fischer der Gemeinde gestiftet.

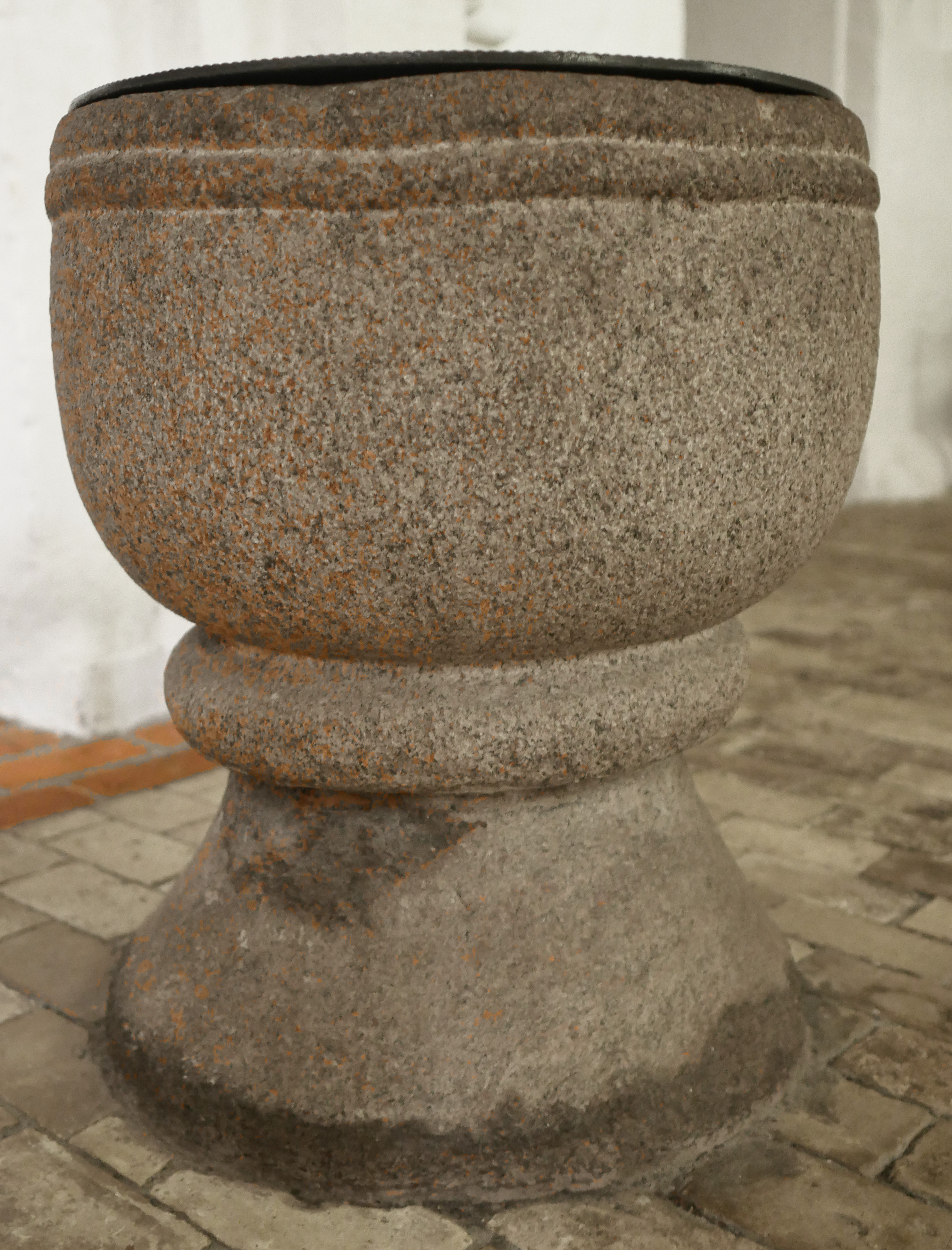
Taufstein
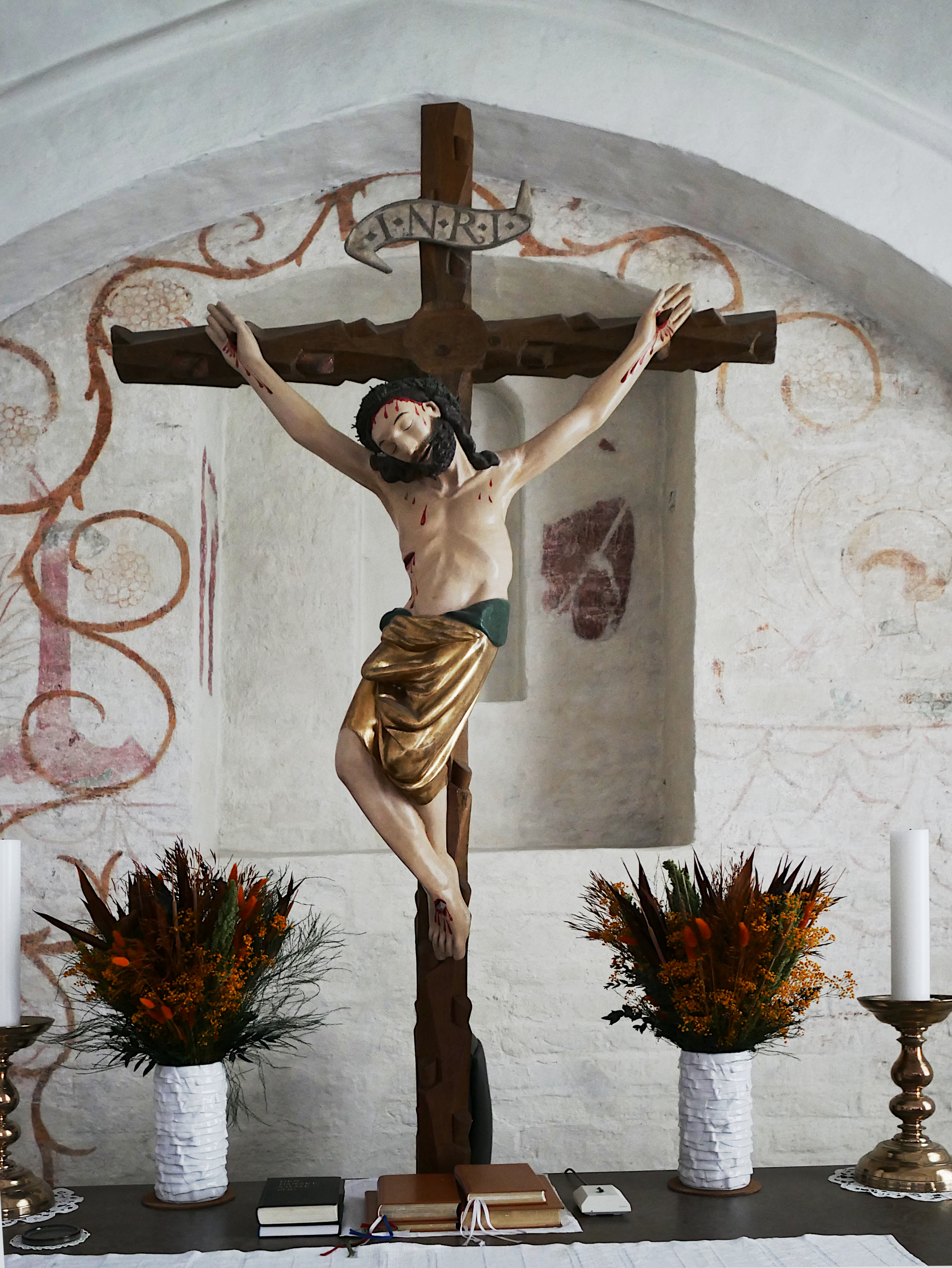
Altarkreuz
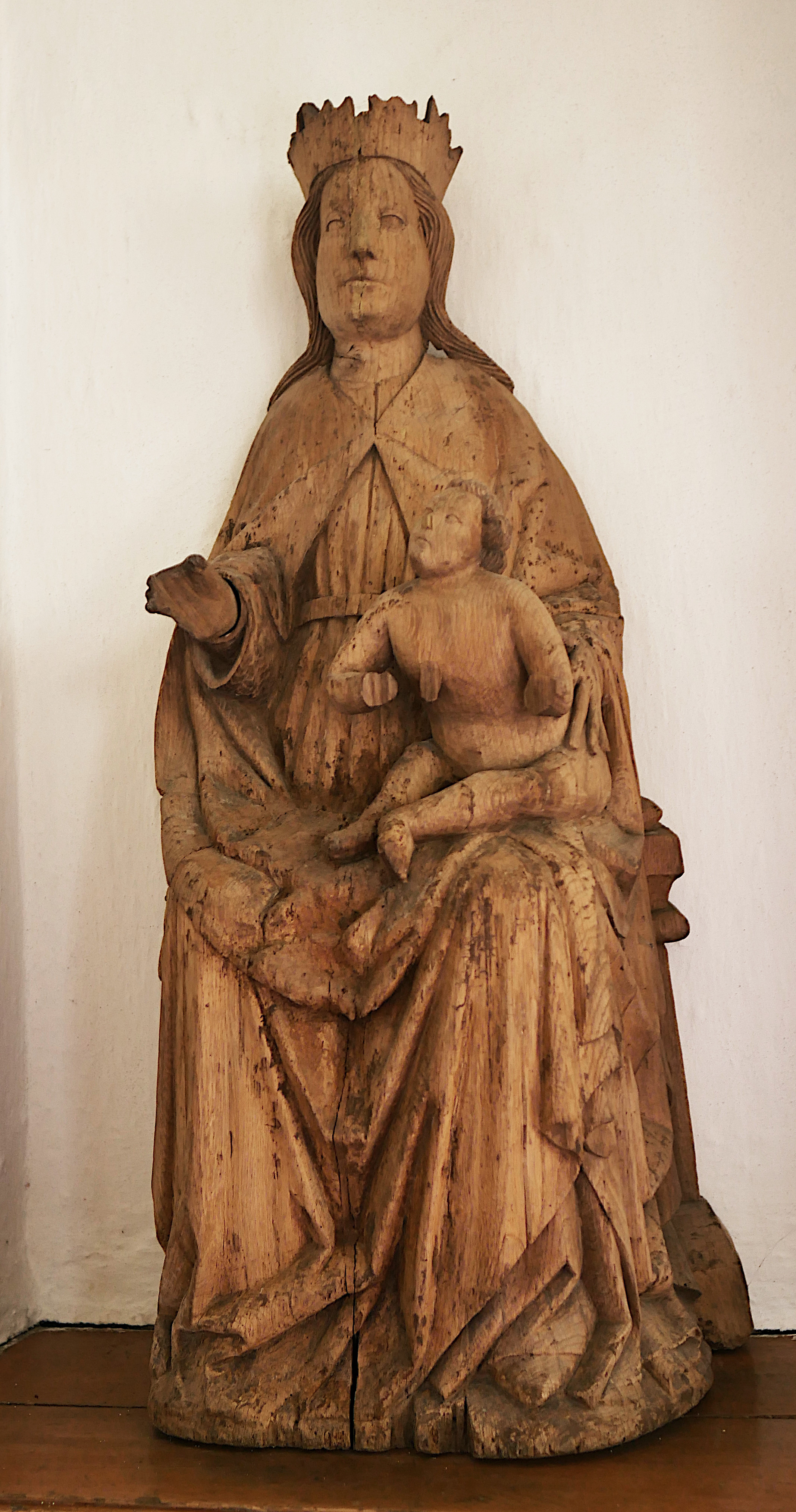
Marienfigur
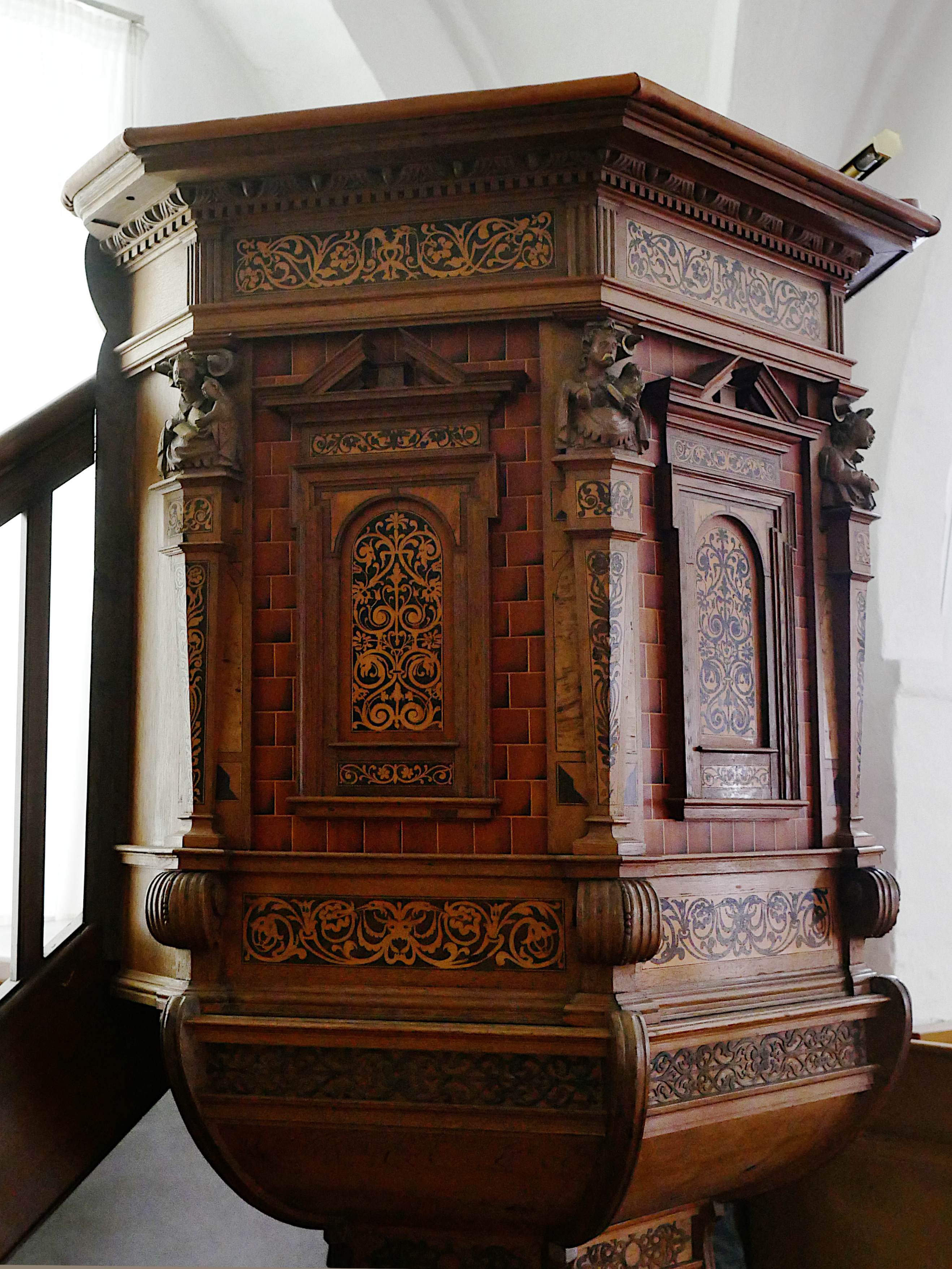
Kanzel
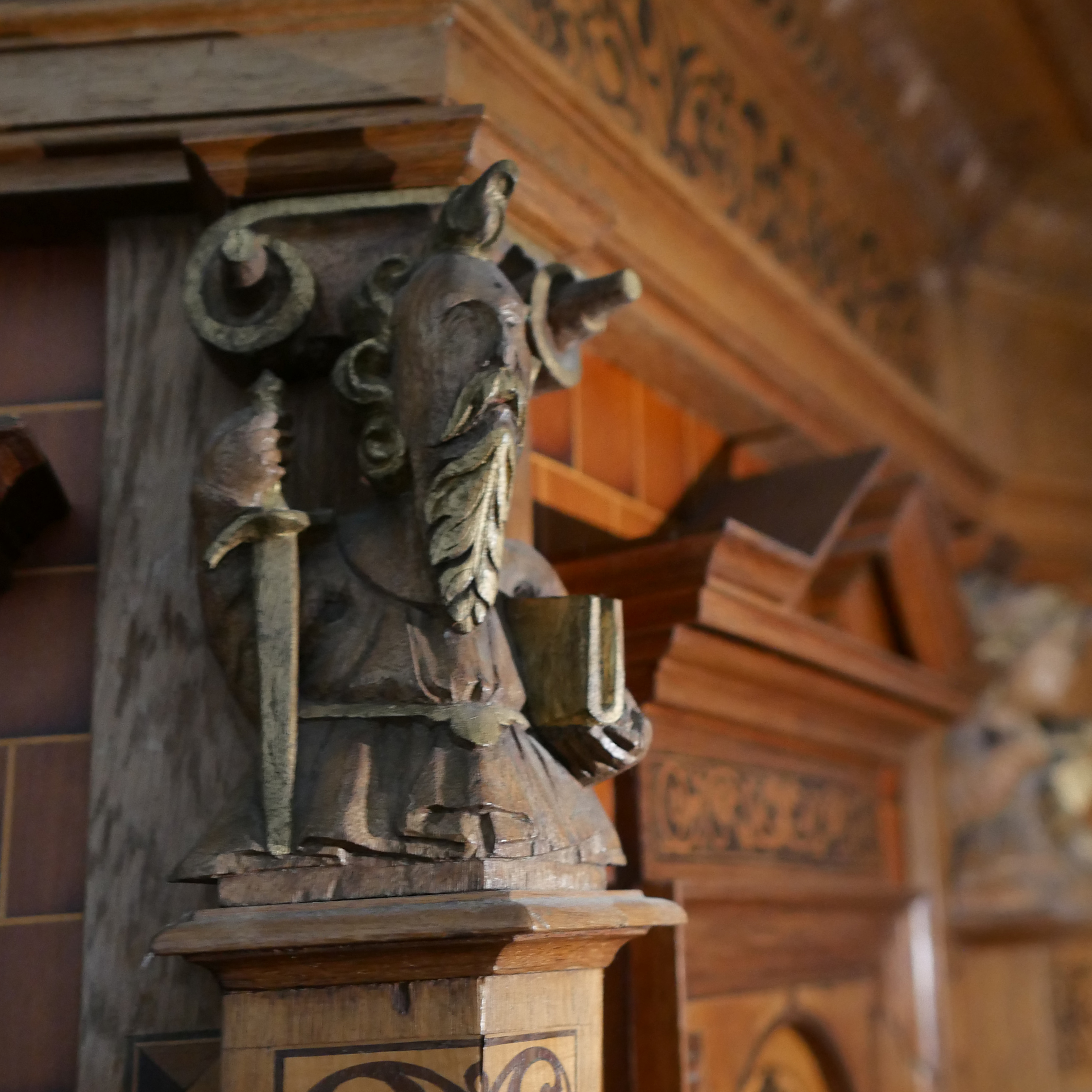
Kanzel (Detail)
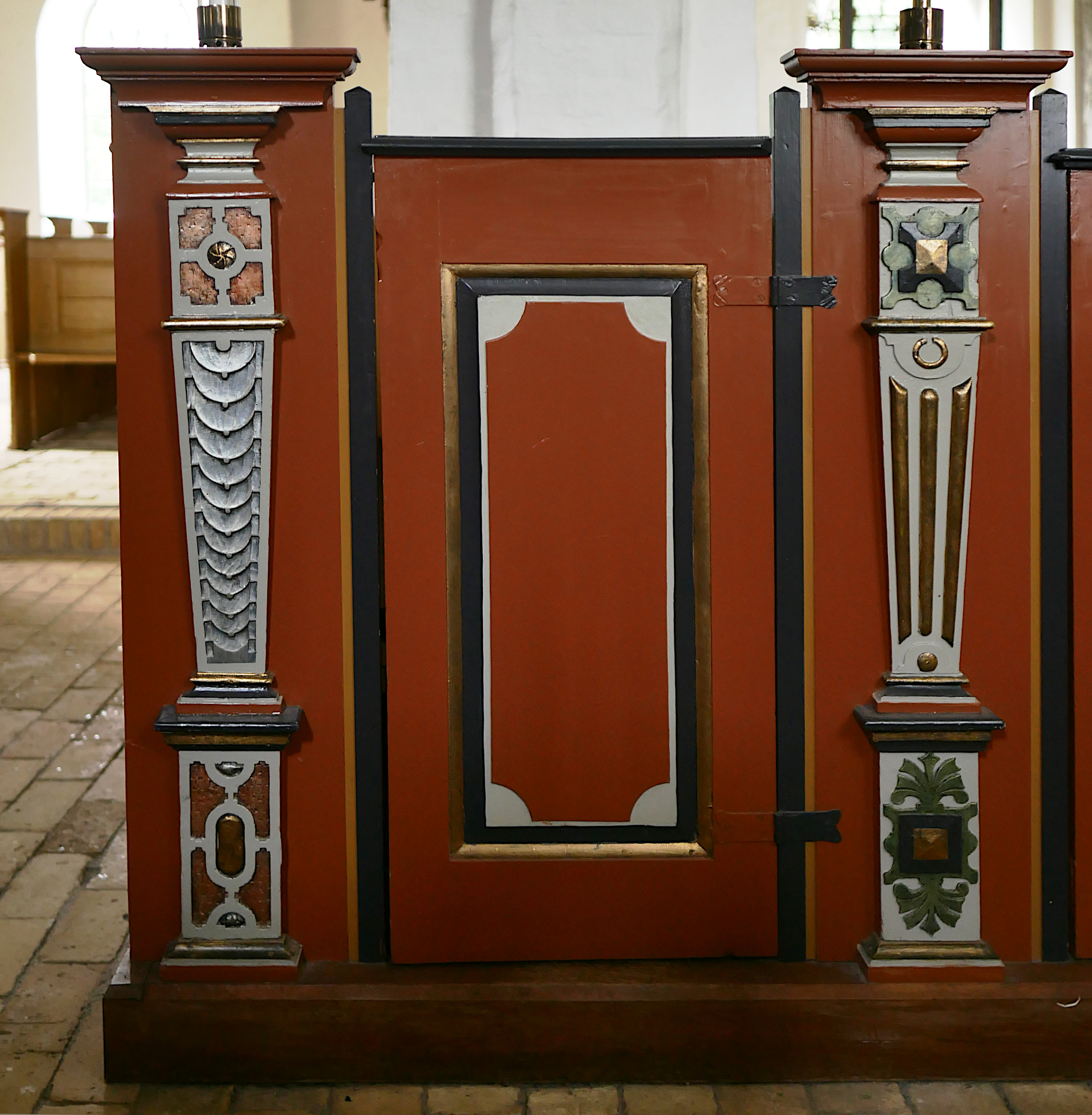
Gestühl
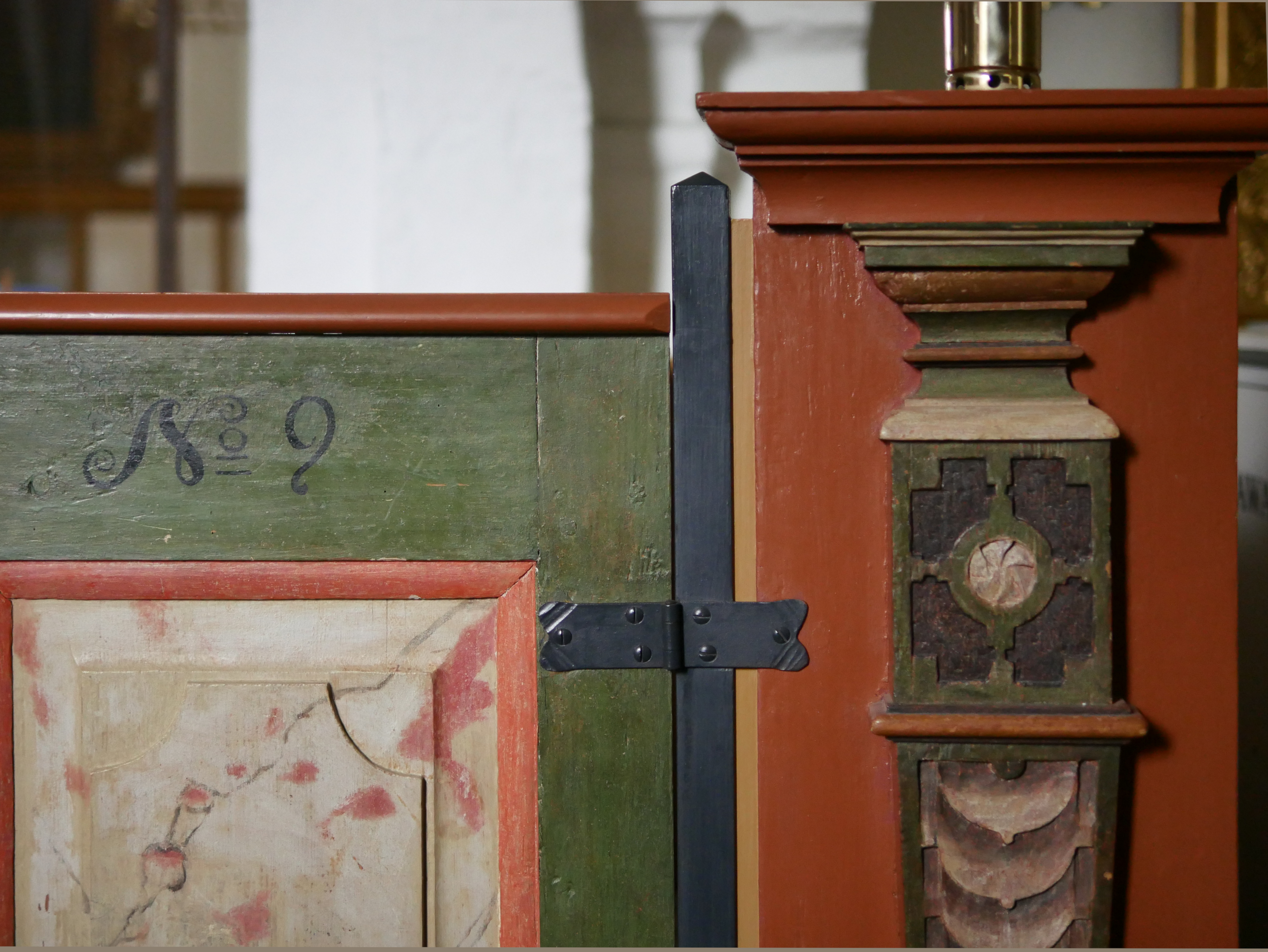
Gestühl
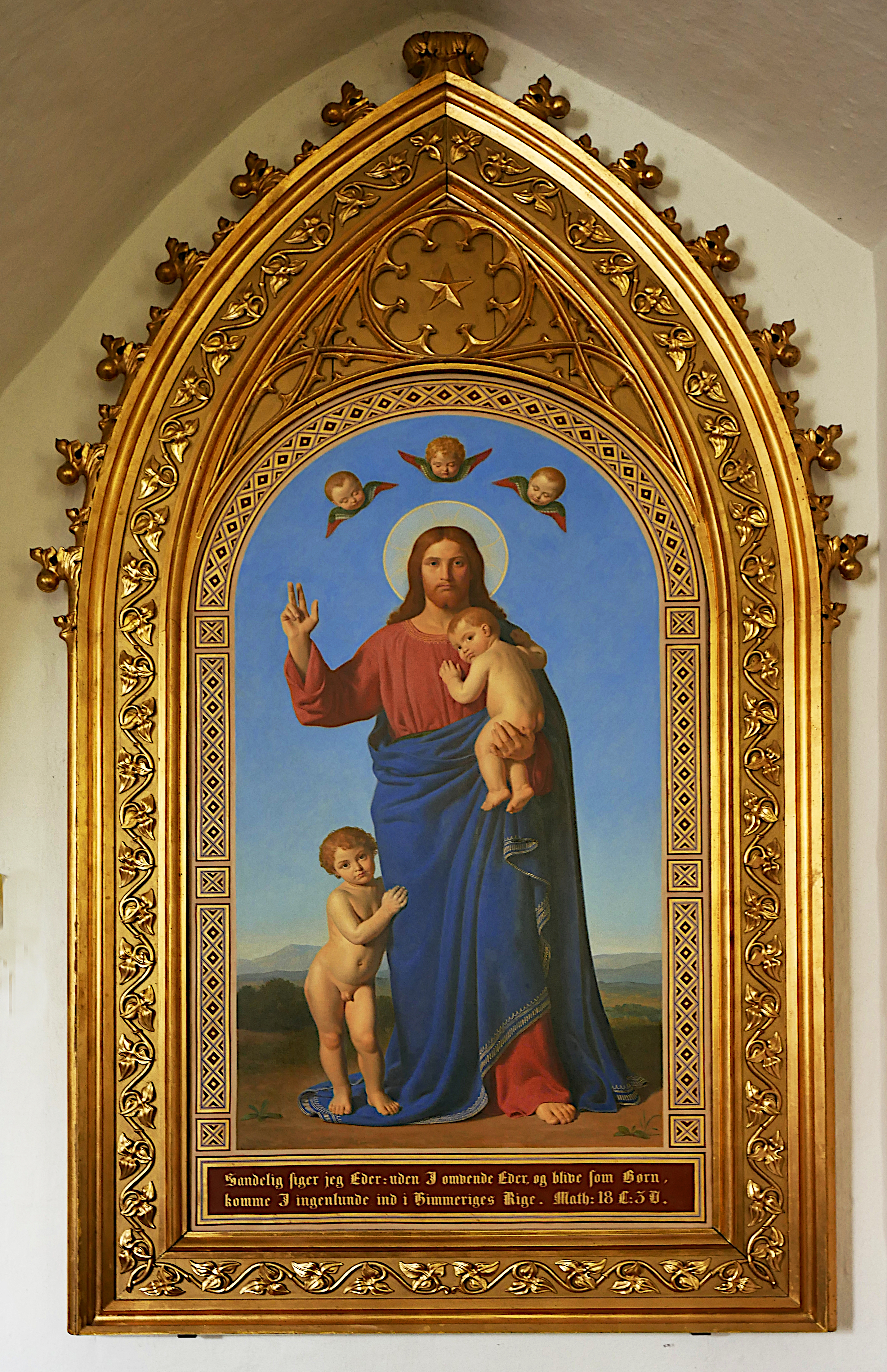
Altartafel Christus und die Kinder
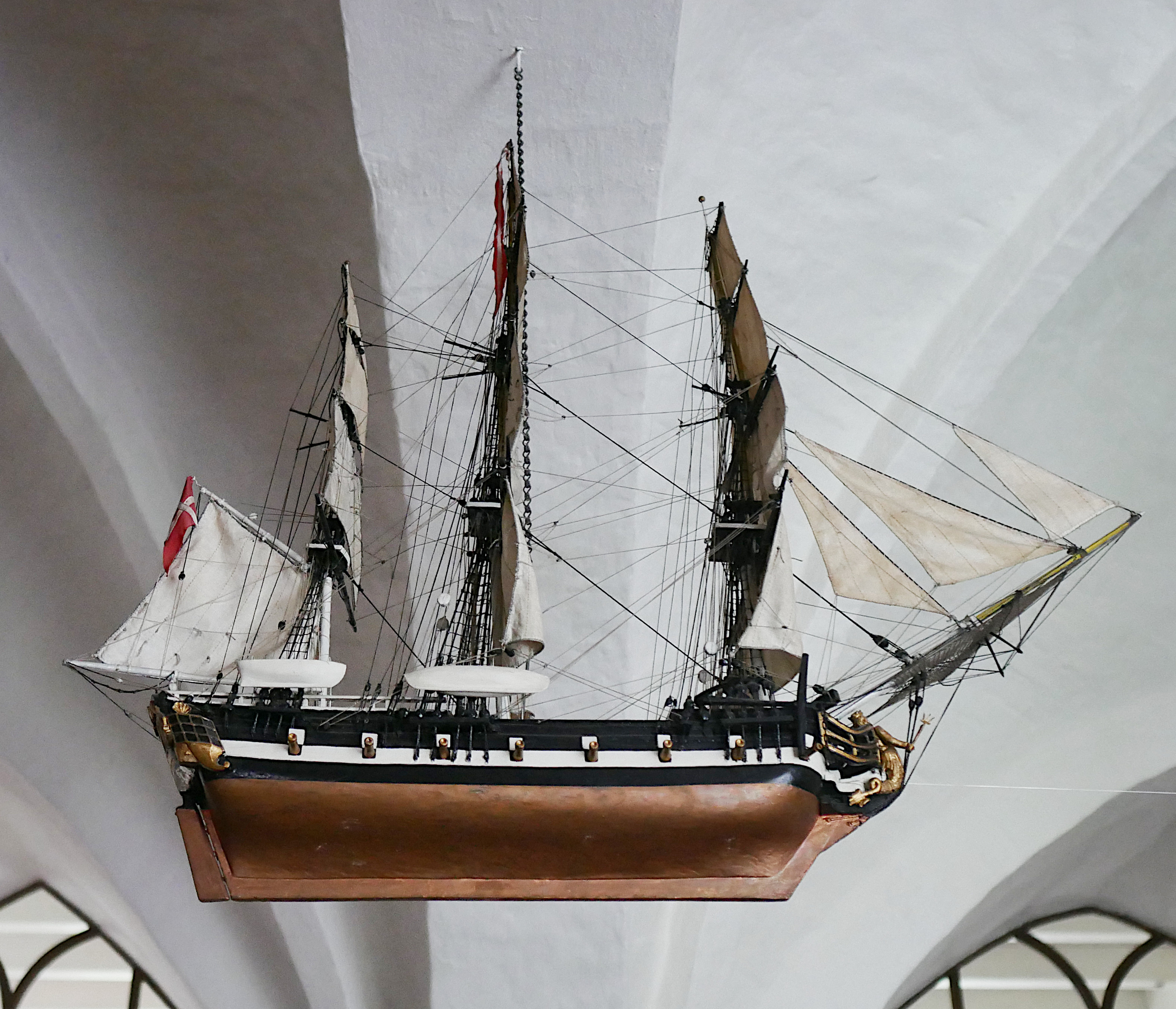
Schiffsmodell

## Orgel

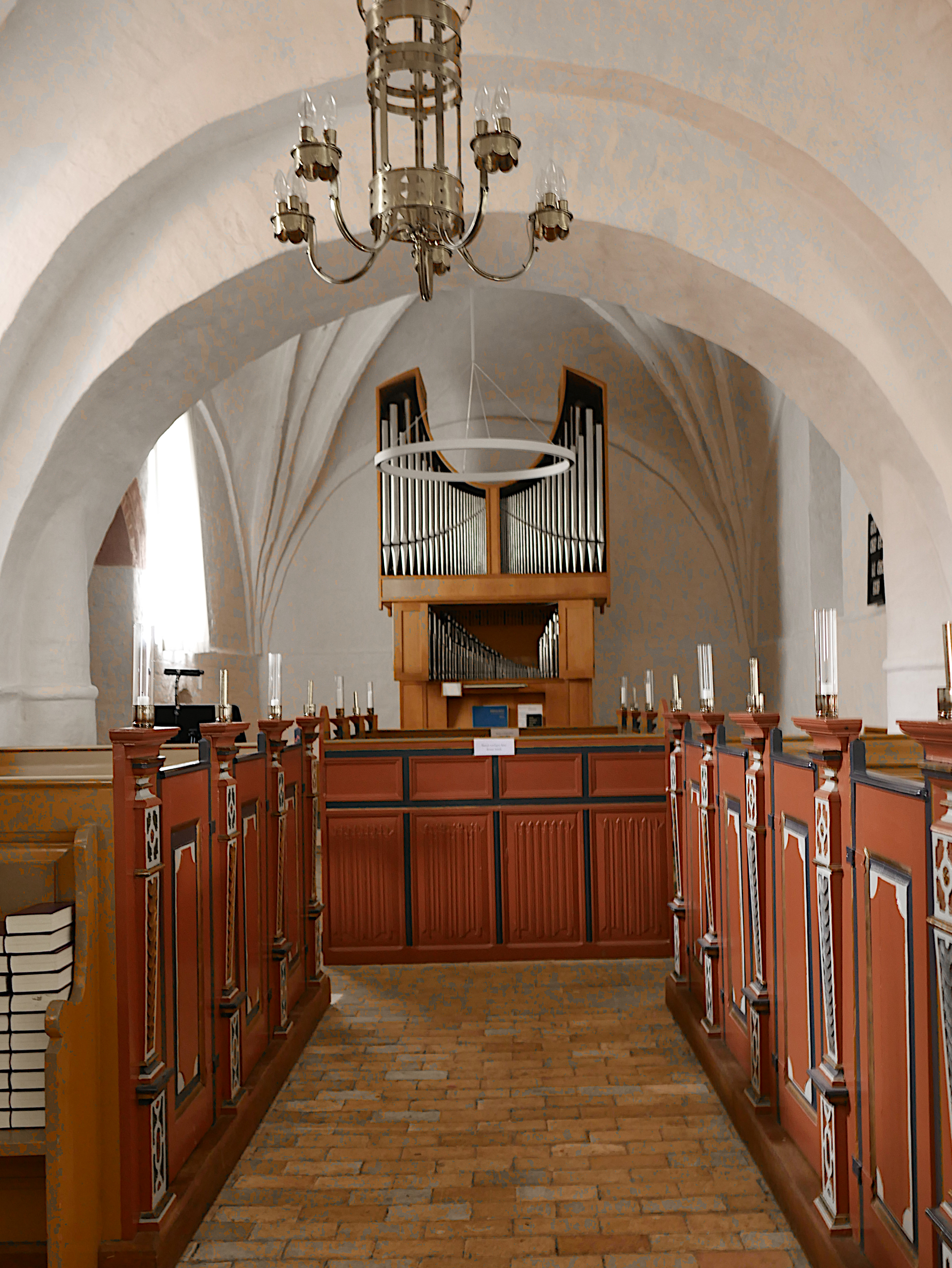
Orgel

Die Orgel wurde 1972 erbaut und im Mai 1972 eingeweiht. Erbauer war die Orgelbaufirma Troels Krohn og Søn – Frederiksborg Orgelbyggeri. Sie wurde 2006 von der Orgelbauwerkstatt des Gunnar Husted, Fredensborg, renoviert und um ein Prinzipal 8′ erweitert. Die Disposition lautet:
| I Hovedværk C– |              |    |
| 1.             | Principal    | 8′ |
| 2.             | Rørfløjte    | 8′ |
| 3.             | Oktav        | 4′ |
| 4.             | Gedaktfløjte | 4′ |
| 5.             | Spidsfløjte  | 2′ |
| 6.             | Mixtur       |    |

| II Brystværk C– |              |       |
| 7.              | Gedakt       | 8′    |
| 8.              | Koppelfløjte | 4′    |
| 9.              | Principal    | 2′    |
| 10.             | Sivfløjte    | 1 ⁄3′ |
|                 | Tremulant    |       |

| Pedal C–f |        |     |
| 11.       | Subbas | 16′ |
| 12.       | Gedakt | 8′  |

- Koppeln: II/I, I/P, II/P